# Andrzej Kordecki
Andrzej Karol Kordecki (ur. 28 grudnia 1912 w Wieliczce, zm.  7 października 2001) – polski inżynier elektryk. Absolwent Politechniki Lwowskiej. Pracę zawodową rozpoczął jeszcze będąc studentem jako asystent wolontariusz w roku 1937. Następnie pracował jako zastępca asystenta i młodszy asystent w Katedrze Maszynoznawstwa prowadzonej przez prof. Witolda Aulicha. W maju 1945 roku przeniósł się do Wrocławia. Rozprawę doktorską obronił w 1958  zaś w 1959 nadano Mu tytuł profesora na Wydziale Elektrycznym Politechniki Wrocławskiej  a w 1960 został profesorem zwyczajnym. Dziekan Wydziału Elektrycznego (1954-1958, 1962-1964). Prorektor Politechniki Wrocławskiej (1964-1968). Odznaczony Krzyżami: Oficerskim i Krzyżem Kawalerskim Orderu Odrodzenia Polski. Ponadto otrzymał medale: Komisji Edukacji Narodowej, Zasłużonego Nauczyciela PRL, Odznakę Budowniczego Wrocławia. Został pochowany na Cmentarzu Osobowickim we Wrocławiu.

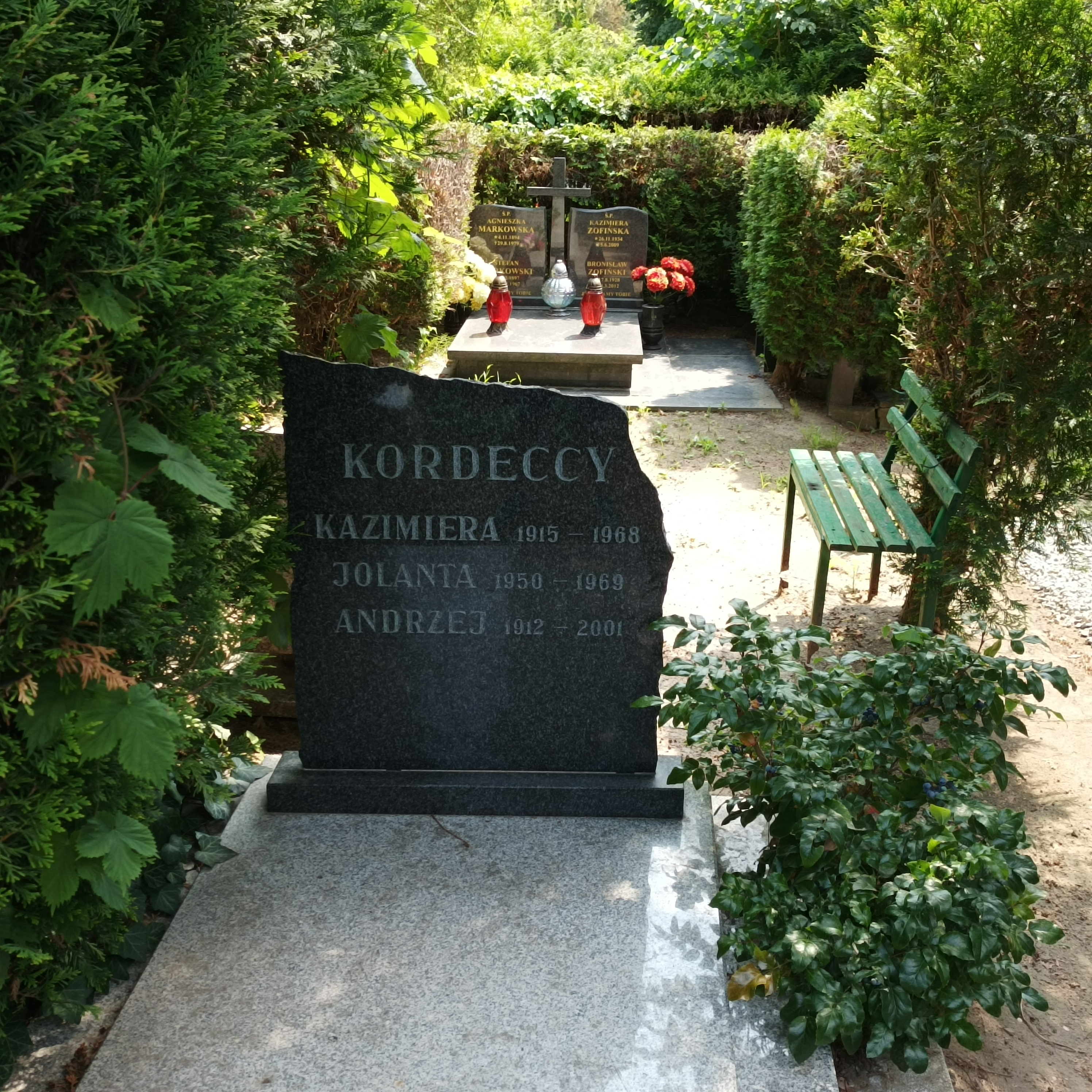
Grób prof. Andrzeja Kordeckiego na Cmentarzu Osobowickim we Wrocławiu